# Kvicksundsbron

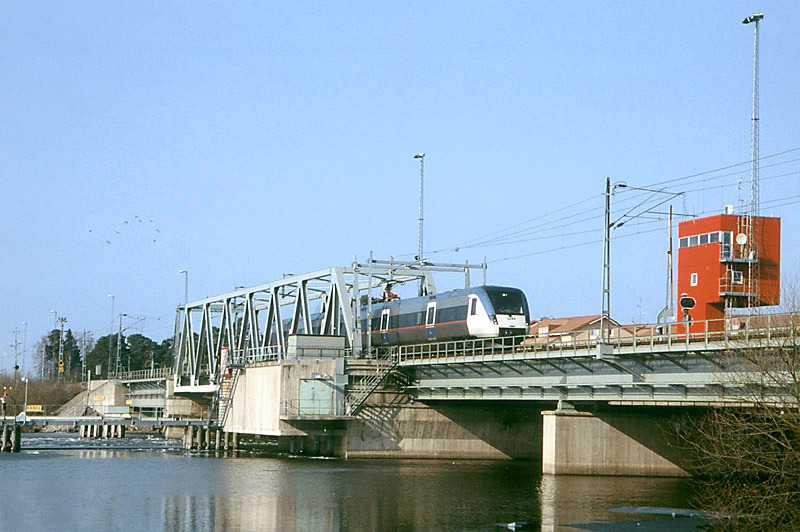
Ett X50-tåg korsar Kvicksundsbron

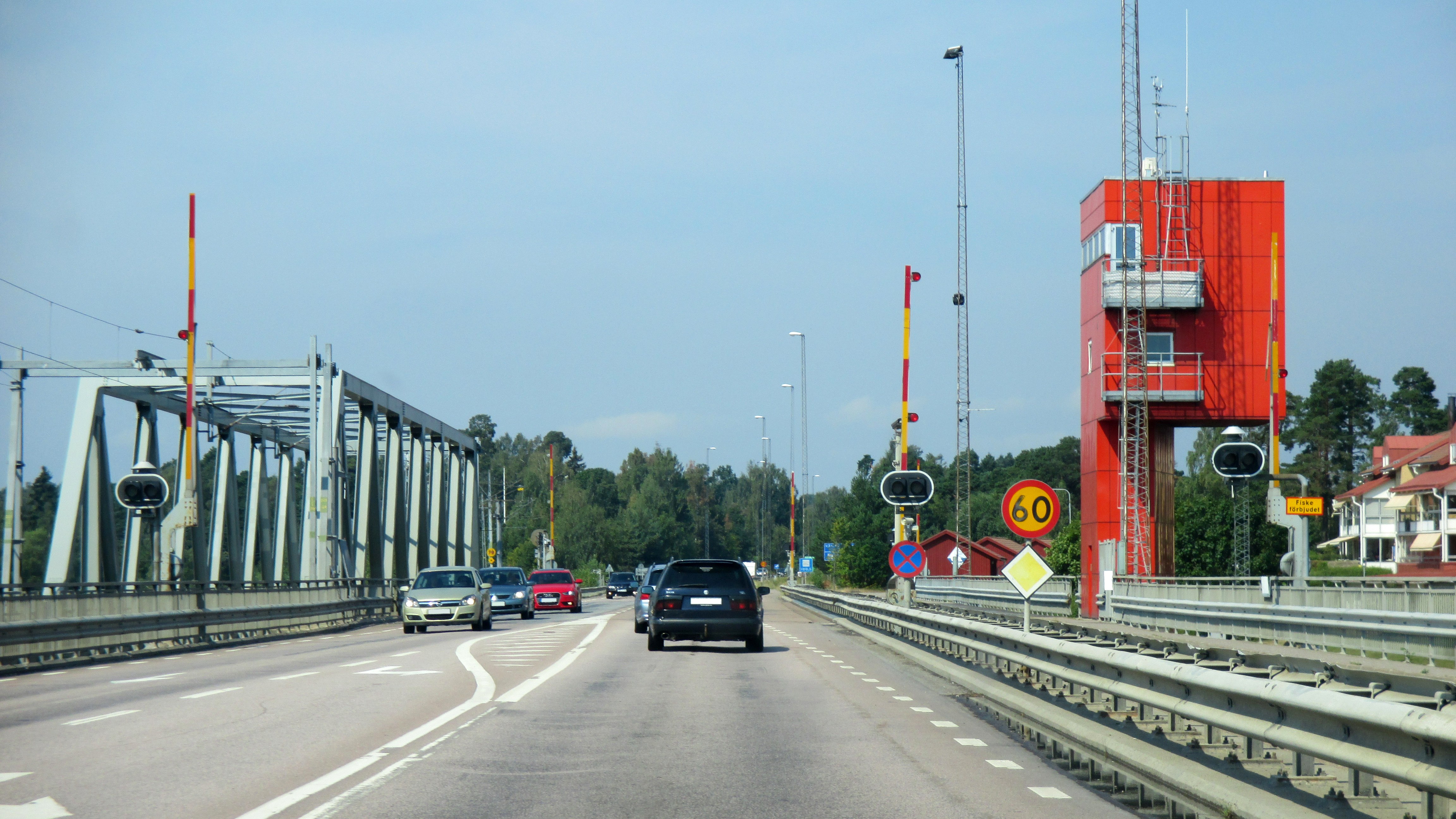
Riksvägsbron från söder

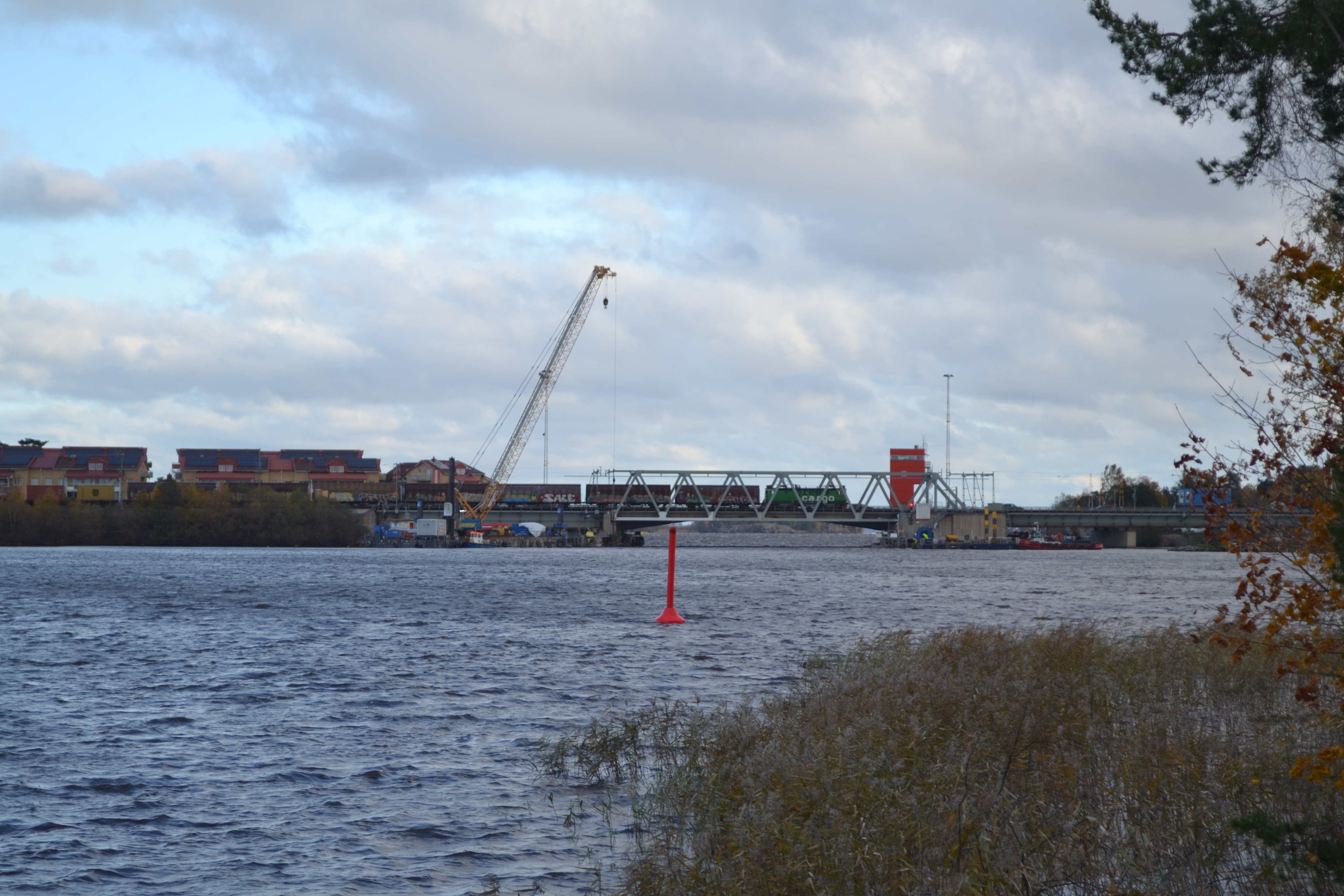
Godståg passerar Kvicksundsbron

Kvicksundsbron, som egentligen är två parallella broar, leder järnvägstrafiken och riksvägstrafiken över sundet i Kvicksund. Båda broarna är byggda som klaffbroar. Järnvägsbron är av enkel fackverkstyp medan riksvägstrafiken leds över en dubbel klaffbro. Det är riksväg 56 som går genom Kvicksund.  
I Kvicksund har det funnits färjeförbindelse i hundratals år men på 1870-talet byggdes en järnvägsbro över sundet. På den tiden fick man lösa in en biljett för "färjan" för att komma över till andra sidan sundet eller så fick man lösa en gåbiljett då man var tvungen att gå över järnvägsbron. I början av 1920-talet ersattes järnvägsbron av en vridbro. Vridbron var byggd en bit öster om den nuvarande Kvicksundsbron. De enda spåren kvar av bron är det gamla brofästet på södermanlandssidan och ett fundament i vattnet. Vridbron var byggd för både biltrafik och tågtrafik och ersattes 1976 av den nuvarande Kvicksundsbron. 
Tillsammans med Hjulstabron, Södertälje kanal och Landsort är broarna en del i Sveriges längsta lotsfarled. Vattenvägen från Landsort via Kvicksund till Köping är cirka 103 sjömil (190 km).

## Brofakta
- Segelfri höjd: 4,5 meter
- Maxfart genom sundet: 5 knop
- Byggd: 1975-1976